# Henriette Danneskiold-Samsøe

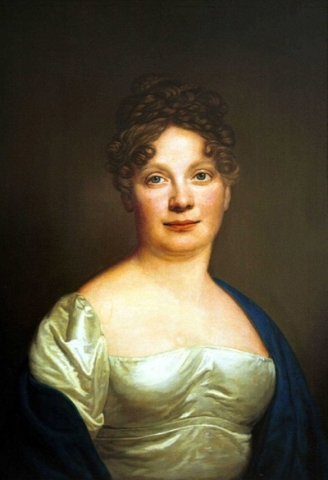
Henriette Danneskiold-Samsøe (mutmaßlich von Friedrich Carl Gröger, 1814)

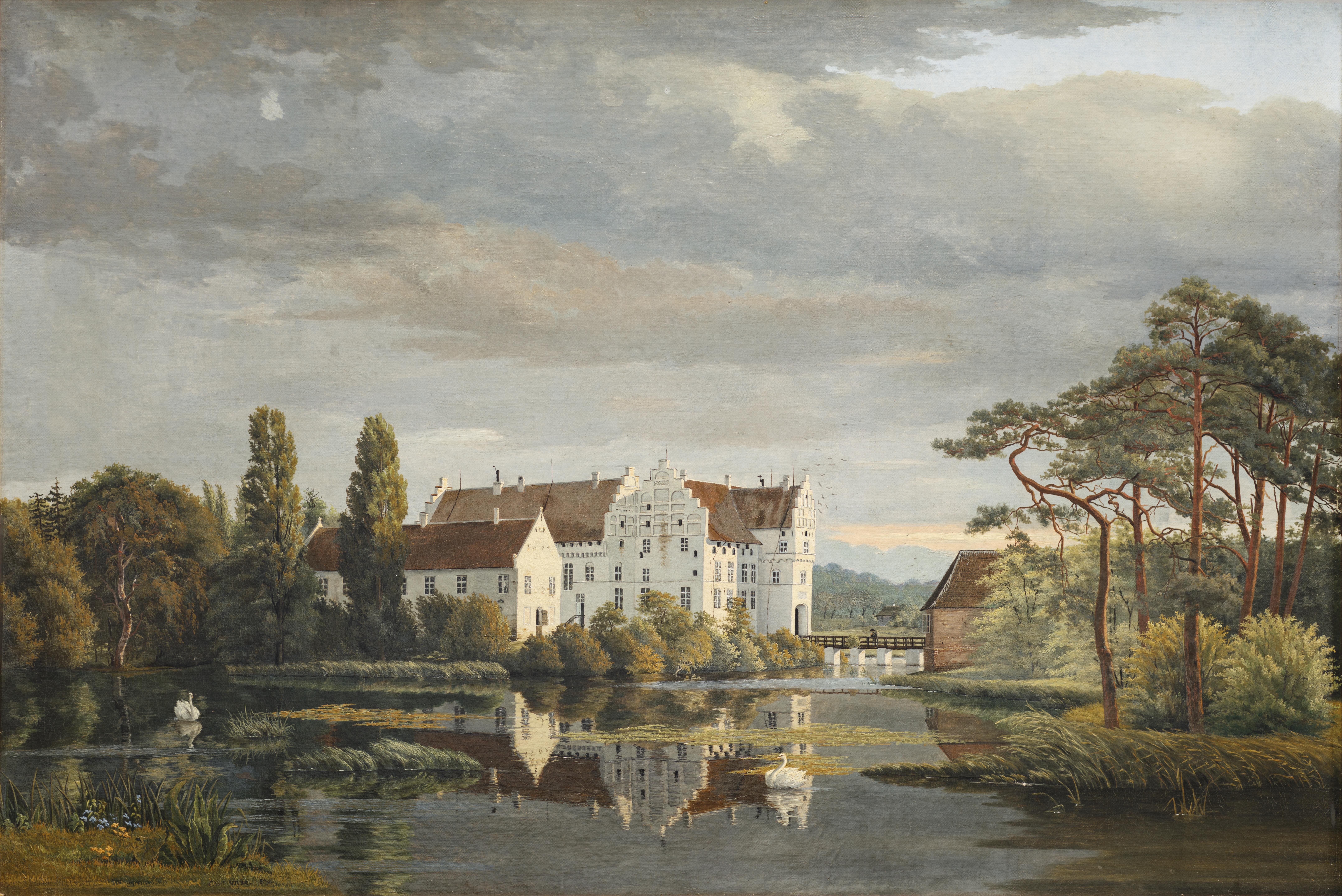
Kloster Gisselfeld, Wohnsitz von Henriette Danneskiold-Samsøe und ihrer Familie, um 1834–1839 (Gemälde von Carl Vilhelm Marius Jensen (1819–1882))

Johanne Henriette Valentine Danneskiold-Samsøe (* 12. August 1776 in Kopenhagen; † 28. Juli 1843 ebenda oder in Gisselfeld, Bråby Sogn) war eine dänische Unternehmerin und Gutsbesitzerin. Sie begründete die Glashütte Holmegaard in der gleichnamigen Gemeinde und gilt als erste Unternehmerin ihres Landes. 

## Biographie
Henriette Danneskiold-Samsøe entstammte der Adelsfamilie Kaas. Ihre Mutter war Edele Sophie Kaas (1747–1800), ihr Vater Admiral Frederick Christian Kaas; sie hatte sechs Geschwister sowie drei Halbgeschwister aus der ersten Ehe ihres Vaters. 1795 heiratete sie Christian Danneskiold-Samsøe. Der Graf hatte die Grafschaft Samsø geerbt und war Vorsteher des Gutes Gisselfeld, eines ehemaligen Klosters. Die Ehe galt als sehr glücklich, und die Eheleute bekamen sechs Kinder, darunter Louise Sophie Danneskiold-Samsøe, spätere Herzogin von Schleswig-Holstein-Sonderburg-Augustenburg und Großmutter der letzten deutschen Kaiserin Auguste Viktoria. Gemeinsam machten die Eheleute Gisselfeld zu einem Treffpunkt für Kunst und Kultur, unter ihren Protegés waren der Philosoph Nikolai Frederik Severin Grundtvig und der Schriftsteller Hans Christian Andersen.
1723 beantragte Christian Danneskiold-Samsøe beim dänischen König Friedrich VI. die Genehmigung zum Bau einer Glashütte in Holmegaard auf Seeland. Bevor eine Entscheidung fiel, starb er und hinterließ seine Ehefrau Henriette und sechs Kinder. Nachdem die Witwe die Genehmigung zum Betrieb der Glashütte erhalten hatte, beschloss sie, das Projekt fortzuführen. Es war die erste Glashütte in Dänemark seit der Schließung von kleinen jütländischen Glashütten im 17. Jahrhundert, weitere Hütten befanden sich in Norwegen, das 1814 in der Folge der Koalitionskriege an Schweden hatte abgetreten werden müssen.
Ab 1825 baute Henriette Danneskiold-Samsøe mit Unterstützung des norwegischen Glasmachers Christian Wendt das Holmegaard Glasværk auf. Die Glashütte wurde auf Marschland gebaut, da mit der Verbrennung des dortigen Torfs die für die hohen Temperaturen der Glasöfen erzielt werden konnten. Anfangs stellte die Glashütte nur grüne Flaschen her. Um auch klare Trinkgläser produzieren zu können, wurden Glasmacher aus Böhmen mit den notwendigen Fachkenntnissen angeworben. Bis 1831 arbeitete Holmegaard mit einem Ofen, und es wurden nur Flaschen hergestellt, aber ab 1832 wurden auch Haushaltsglas und später Kunst- und Industrieglas produziert. Henriette Danneskiold-Samsøes Sohn Christian Conrad Sofus gründete 1847 das Kastrup Glasværk in Kopenhagen.
Henriette Danneskiold-Samsøe starb 1843, laut den Quellen entweder in Kopenhagen oder in Gisselfeld. Im dortigen Schlosspark ist sie wie weitere Familienangehörige in „Sophies Garten“ bestattet.